# Поньо
По̀ньо (на италиански: Pogno; на пиемонтски: Pogn, Пун) е село и община в Северна Италия, провинция Новара, регион Пиемонт. Разположено е на 420 m надморска височина. Населението на общината е 1568 души (към 2010 г.).